# Kolibabovce
Kolibabovce – wieś (obec) na Słowacji położona w kraju koszyckim, w powiecie Sobrance. Pierwsze wzmianki o miejscowości pochodzą z roku 1567.
Według danych z dnia 31 grudnia 2016, wieś zamieszkiwało 195 osób, w tym 92 kobiety i 103 mężczyzn.
W 2001 roku rozkład populacji względem narodowości i przynależności etnicznej wyglądał następująco:
- Słowacy – 97,19%
- Czesi – 1,12%
- Ukraińcy – 1,12%

Ze względu na wyznawaną religię struktura mieszkańców kształtowała się w 2001 roku następująco:
- Katolicy rzymscy – 15,73%
- Grekokatolicy – 77,53%
- Prawosławni – 2,81%
- Ateiści – 1,12%
- Nie podano – 2,25%